# ベンゾトリアゾール
ベンゾトリアゾール (benzotriazole) は複素環式芳香族化合物の一種である。BTAと略される。

## 構造
1H-ベンゾトリアゾールと2H-ベンゾトリアゾールの2種の互変異性体がある。

## 合成
o-フェニレンジアミンと亜硝酸ナトリウム及び酢酸の反応により得られる(ジアゾ化)
。

## 用途
- 防錆剤 - 銅の表面にBTA第二銅[3]の皮膜を形成し、腐食や変色を防止する[4]。
- 現像抑制剤 - BTAと銀が化合物を形成することにより、印画紙から銀の喪失を抑える。（カブリ防止)[5]
- 銀の定量用試薬や自動車用不凍液等に使用される。また誘導体は紫外線吸収剤やドーパミン拮抗薬（アリザプリド）、ホルモン療法薬（ボロゾール、エストロゲンの生産量低下）として使用されている。

## その他
53.4〜71.7℃の間の蒸気圧は0.000695～0.0048Torrであり
、以下の式で求められる。TorrをPaに、℃をKに換算して計算する。
{\displaystyle {\rm {\ log({\mathit {p}}/Pa)\ =\ 14.77-{\frac {5159.5}{({\mathit {T}}/K)}}\ }}}
水への溶解度が低く（19g/L）、生分解性も悪い。
2015年12月7日に欧州化学機関が発表した第14次SVHC(Substances of very high concern、高懸念物質)候補リストにベンゾトリアゾール誘導体の紫外線吸収剤であるUV-327、UV-350が追加された。